# جيمس هاينز
جيمس هاينز (بالإنجليزية: James Hynes)‏ (23 أغسطس 1955)؛ روائي أمريكي.